# Hughscottiella auricapilla
Hughscottiella auricapilla är en nattsländeart som beskrevs av Georg Ulmer 1910. Hughscottiella auricapilla ingår i släktet Hughscottiella och familjen Atriplectididae. Inga underarter finns listade i Catalogue of Life.